# OFK Odžaci
Omladinski Fudbalski Klub Odžaci (serb.: Омладински Фудбалски Kлуб Оџаци) – serbski klub piłkarski z siedzibą w Odžaci (w okręgu zachodniobackim, w Wojwodinie). Został utworzony w 1969 roku, jako FK Trgovački Odžaci. Obecnie występuje w Međuopštinskiej fudbalskiej lidze (6. poziom serbskich rozgrywek piłkarskich), w grupie Sombor 1. razred. Nazwa Omladinski Fudbalski Klub po polsku oznacza „Młodzieżowy Piłkarski Klub”. Największym rywalem drużyny jest klub FK Tekstilac Odžaci.

## Stadion
Klub rozgrywa swoje mecze domowe na stadionie Stadion OFK Odžaci w Odžaci, który może pomieścić 1,500 widzów. W latach 2015–2018 klub rozgrywał swoje mecze domowe na stadionie Stadion Gradski w Odžaci, który może pomieścić 3,000 widzów.

## Sezony
| Sezon   | Liga                                         | Poziom | Miejsce |
| Serbia  |                                              |        |         |
| 2010/11 | PFL Sombor                                   | V      | 16      |
| 2011/12 | Međuopštinska liga Sombor-Apatin-Kula-Odžaci | VI     | 11      |
| 2012/13 | Međuopštinska liga Sombor-Apatin-Kula-Odžaci | VI     | 1       |
| 2013/14 | PFL Sombor                                   | V      | 2       |
| 2014/15 | Zonska liga (Bačka zona)                     | IV     | 2       |
| 2015/16 | Srpska liga (Grupa Vojvodina)                | III    | 1       |
| 2016/17 | Prva liga Srbije                             | II     | 15      |
| 2017/18 | Srpska liga (Grupa Vojvodina)                | III    | 9 *     |
| 2018/19 | PFL Sombor                                   | V      | 16      |
| 2019/20 | Međuopštinska liga Sombor 1. razred          | VI     | 16 **   |
| 2020/21 | Međuopštinska liga Sombor 1. razred          | VI     | ?       |

 * Po sezonie 2017/18 OFK Odžaci przekazał swoje miejsce w Srpskiej lidze Vojvodina klubowi FK Hajduk 1912 Kula i od sezonu 2018/19 rozpoczął występy w rozgrywkach Područnej fudbalskiej ligi – Grupa Sombor, gdzie zajmie miejsce klubu FK Hajduk 1912 Kula.
 ** Z powodu sytuacji epidemicznej związanej z koronawirusem COVID-19 rozgrywki sezonu 2019/2020 zostały zakończone po rozegraniu 16 kolejek.

## Sukcesy
- 15. miejsce Prvej ligi Srbije (1x): 2017.
- mistrzostwo Srpskiej ligi – Grupa Vojvodina (III liga) (1x): 2016 (awans do Prvej ligi Srbije).
- mistrzostwo Međuopštinskiej ligi – Grupa Sombor-Apatin-Kula-Odžaci (VI liga) (1x): 2013 (awans do Područnej fudbalskiej ligi).
- wicemistrzostwo Zonskiej ligi – Grupa Bačka zona (IV liga) (1x): 2015 (awans do Srpskiej ligi).
- wicemistrzostwo Područnej fudbalskiej ligi – Grupa Sombor (V liga) (1x): 2014 (awans do Zonskiej ligi).